# Het gouden snoeimes
Het gouden snoeimes is het tweede stripalbum uit de Asterix-stripserie van de Franse schrijver René Goscinny en de tekenaar Albert Uderzo.

## Inhoud
Een ramp breekt uit voor het Gallische dorp wanneer het gouden snoeimes van Panoramix breekt. Zonder dit mes kan hij niet meedoen aan de jaarlijkse druïdebijeenkomst, maar wellicht erger nog, ook geen maretak snijden voor de toverdrank. Hij stuurt Asterix en Obelix naar Lutetia (Parijs) om een nieuw mes te halen. De messen worden in Lutetia gemaakt, door een man genaamd Amerix, Obelix’ neef. Obelix besluit daarom Asterix te vergezellen en neemt een menhir mee als kadootje.
In Lutetia blijkt Amerix echter op mysterieuze wijze te zijn verdwenen. Asterix en Obelix gaan daarom naar een nabijgelegen herberg in de hoop wat inlichtingen te verkrijgen. De Gergovische waard vertelt hen niets, beiden aanmanend te vertrekken, waarna hij zijn herberg ijlings sluit. De waard meldt vervolgens aan een andere man dat de twee op zoek zijn naar Amerix. De geheimzinnige man, Lentix genaamd, zoekt het duo op en beweert een vriend te zijn van Amerix, die volgens hem op vakantie is. Lentix neemt Asterix en Obelix mee naar een geheimzinnige kroeg, waar zijn baas Avoranfix hen een snoeimes voor 3000 goudstukken tracht aan te smeren. Als Asterix en Obelix weigeren breekt er een vechtpartij uit, waarbij de boel kort en klein geslagen wordt.
Asterix en Obelix worden hierop gearresteerd door de Romeinen, maar het geruzie met de centurio leidt ertoe dat de rust van prefect Gracchus Pleindastus verstoord wordt. Deze laat hen met een verveeld handgebaar weer vrij. Uit de gesprekken met de centurio en de prefect wordt duidelijk dat het gaat om een grote bende snoeimeshandelaren, die Amerix ontvoerd zouden kunnen hebben.
Asterix en Obelix zoeken de gevluchte herbergier op, die getuige van de ontvoering blijkt te zijn geweest en hen aan het adres van Lentix helpt. Lentix blijkt niet thuis, waarop Asterix en Obelix zijn huis binnenvallen, om meteen opnieuw gearresteerd te worden. In de cel ontmoeten ze een dronkaard, die vertelt dat Lentix inderdaad bij Avoranfix hoort, maar dat de kroeg van Avoranfix gesloten is. Ook heeft hij Avoranfix en Lentix weleens horen praten over een hunebed. Asterix en Obelix trachten uit te breken, om weer voor de decadente prefect te worden geleid. Het incident amuseert hem weliswaar dusdanig, dat hij hen weer laat gaan.
Er blijkt slechts één hunebed in de omgeving van Lutetia, gelegen in een bos vol rovers en wolven. Aan de voet van het hunebed blijkt een verborgen luik (waar Asterix in valt), dat leidt naar een opslagplaats voor snoeimessen. Daar stuiten Asterix en Obelix op de bende, die zij bont en blauw slaan. Avoranfix ontsnapt echter.
Lentix vertelt dat de snoeimessen in de schuilplaats gemaakt zijn door Amerix, die de gevangene is van de "grote baas", wiens identiteit alleen aan Avoranfix bekend is. Na Lentix opgesloten te hebben in de schuilplaats gaan Asterix en Obelix achter Avoranfix aan. Tijdens de achtervolging botsen ze echter wederom tegen dezelfde Romeinse patrouille op, waarop ze allebei in een aparte cel worden opgesloten.
Asterix heeft opnieuw de dronkaard als celgenoot, die hem helpt om van de toverdrank te drinken. Op zoek naar de uitgang komen Asterix en Obelix aan bij de kamer van de prefect, die ze tot hun verrassing aantreffen in gezelschap van Avoranfix. De prefect ontkent Asterix' beschuldigingen niet: hij geeft toe dat hij de bende heeft opgezet omdat hij zich verveelde en hoopt dat zijn arrestatie en veroordeling hem wat afleiding zullen geven. Beneden in de kerkers blijkt Amerix opgesloten te zitten. Hij wordt vrijgelaten en geeft Asterix en Obelix prompt zijn mooiste snoeimes cadeau (en mag van Obelix eindelijk de menhir in ontvangst nemen).
Asterix en Obelix keren terug naar het dorp, overhandigen het snoeimes aan een zielsgelukkige Panoramix en besluiten hun avontuur aan de feesttafel.

## Personages
De bijkomende personages naast de courante deelnemers:
- De Gergovische herbergier die Asterix en Obelix aan Lentix overdraagt.
- Lentix, de gewiekste rechterhand van Avoranfix. Zijn naam verwijst naar 'lentille', ofte 'lens'.
- Avoranfix, bendeleider van een handelsnetwerk in zwarte marktgoederen. Zijn naam is een woordspeling op 'avoir en fix', 'geregeld hebben'.
- Gracchus Pleindastus, de Prefect van Lutetia. Zijn naam is een woordspeling op 'plein d'astuces', 'rijk aan hints', verwijzend naar zijn schuldige rol in de zwarte handel van Avoranfix.
- De dronken Lutetiër. Helpt Asterix en Obelix telkens als ze bij hem in de cel belanden. Hij waggelt dronken achter hen aan en wordt prompt weer opgepakt.
- Amerix, de neef van Obelix en de beste smid voor gouden snoeimessen. Zijn naam verwijst naar 'Amérique', Amerika.
- De Centurio die Asterix en Obelix om de haverklap aan zijn bureau vindt en hun geredetwist hen meermaals bij de prefect doet belanden.

## Trivia
- Dit was het eerste album waarin Obelix een grote rol had, en het eerste album waarin de hoofdpersonages het dorp verlaten om een reis te maken.
- Dit is tevens het eerste verhaal waarin de bard Kakofonix wordt vastgebonden bij het feestmaal.
- De grote ossenkarrenrace in Suindinum van 24 uur is een verwijzing naar de 24 uur van Le Mans. Suindinum is de oude naam van Le Mans. Het is ook een knipoog naar Michel Vaillant.
- Lutetia (toekomstig Parijs) staat symbool voor het grote verschil tussen het stadse en plattelandsleven.
- De prefect is een karikatuur van de acteur Charles Laughton.
- De assistent van de prefect, verbaasd te horen dat zijn meester een crimineel is, vraagt hem in opperste verwarring: "quis, quid, ubi, quibus auxiliis, cur, quomodo, quando?" ("wie, wat, waar, met welke middelen, waarom, hoe, wanneer?") Deze uitdrukking wordt vaak toegeschreven aan de Romeinse retoricus en pedagoog Quintilianus, die haar echter nooit in deze vorm heeft gebruikt.
- Na het gevecht onder het hunebed hebben de kaders voor de rest van het album een ander formaat. Dit komt omdat Uderzo zich bij het tekenen van een pagina vergiste en dit te laat doorkreeg, waarna hij het afwijkende formaat tot het einde aanhield.